# Vésztő
Vésztő − miasto na Węgrzech, w Komitacie Békés, w powiecie Szeghalom.